# Rick Carter
Rick Carter (Los Angeles, 1952) è uno scenografo e produttore cinematografico statunitense.
È noto per il suo lavoro nei film Forrest Gump, che gli ha valso una nomination all'Oscar, così come in Amistad e A.I. - Intelligenza artificiale. Fra gli altri film: Cast Away, La guerra dei mondi, Le verità nascoste, Jurassic Park, Ritorno al futuro Parte II e Parte III. Molti dei film in cui ha lavorato sono stati diretti da Steven Spielberg e Robert Zemeckis.

## Filmografia parziale
- In fuga per tre (Three Fugitives), regia di Francis Veber (1989)
- Ritorno al futuro - Parte II (Back to the Future Part II), regia di Robert Zemeckis (1989)
- Ritorno al futuro - Parte III (Back to the Future Part III), regia di Robert Zemeckis (1990)
- La morte ti fa bella (Death Becomes Her), regia di Robert Zemeckis (1992)
- Jurassic Park, regia di Steven Spielberg (1993)
- Forrest Gump, regia di Robert Zemeckis (1994)
- Il mondo perduto - Jurassic Park (The Lost World: Jurassic Park), regia di Steven Spielberg (1997)
- Amistad, regia di Steven Spielberg (1997)
- Le verità nascoste (What Lies Beneath), regia di Robert Zemeckis (2000)
- Cast Away, regia di Robert Zemeckis (2000)
- A.I. - Intelligenza artificiale (A.I. Artificial Intelligence), regia di Steven Spielberg (2001)
- Polar Express, regia di Robert Zemeckis (2004)
- La guerra dei mondi (War of the Worlds), regia di Steven Spielberg (2005)
- Munich, regia di Steven Spielberg (2005)
- Avatar, regia di James Cameron (2009)
- Sucker Punch, regia di Zack Snyder (2011)
- War Horse, regia di Steven Spielberg (2011)
- Lincoln, regia di Steven Spielberg (2012)
- Star Wars - Il risveglio della Forza (Star Wars: The Force Awakens), regia di J. J. Abrams (2015)
- Il GGG - Il grande gigante gentile (The BFG), regia di Steven Spielberg (2016)
- The Post, regia di Steven Spielberg (2017)
- Star Wars - L'ascesa di Skywalker (Star Wars: The Rise of Skywalker), regia di J. J. Abrams (2019)
- The Fabelmans, regia di Steven Spielberg (2022)

## Premi e riconoscimenti

### Premio Oscar
- 1995 - Nomination alla migliore scenografia per Forrest Gump
- 2010 - Migliore scenografia per Avatar
- 2012 - Nomination alla migliore scenografia per War Horse
- 2013 - Migliore scenografia per Lincoln
- 2023 - Nomination alla Migliore scenografia per The Fabelmans

### Premio BAFTA
- 2010 - Migliore scenografia per Avatar
- 2012 - Nomination alla migliore scenografia per War Horse
- 2013 - Nomination alla migliore scenografia per Lincoln
- 2016 - Nomination alla migliore scenografia per Star Wars: Il risveglio della forza